# Набизъм
Набизмът е движение в изкуството. Името им „наби“ (Les Nabis) идва от думата на иврит за „пророк“.
Неговите последователи, известни като набисти или набита, първоначално са бунтарски художници, които се събират в Академи Жулиен в Париж, Франция. Те са по същество пост-импресионисти и илюстратори, които оказват голямо влияние върху графичното изкуство между 1891 и 1899 г.
Освен в изящните изкуства, набистите работели и като илюстратори, театрални художници, в текстила, в дизайна на мебелите, както и в дизайна на плакати.
Наблягането им върху дизайна е споделено от сходното движение Ар Нуво. И двете групи имали близки взаимоотношения със символистите.
Набистите се смятали за посветени хора; те наричали студиото „ергастерий“, и в края на своите писма пишели E.T.P.M.V. et M.P. („En ta paume mon verbe et ma pensée“), което да означава „в дланта на твоята ръка, моята дума и моята мисъл“.

## Известни набисти
- Одилон Редон – (1840 – 1916), художник
- Аристид Майол – (1861 – 1944), скулптор
- Феликс Валотон – (1865 – 1925), художник, гравьор
- Пиер Бонар – (1867 – 1947), художник
- Кер-Ксавие Русел – (1867 – 1944), художник
- Едуар Вюйар – (1868 – 1940), художник
- Морис Дени – (1870 – 1943), художник
- Жорж Лакомб – (1868 – 1916), скулптор
- Пол Рансон – (1864 – 1909), художник

- Морис Дени, Портрет като 18-годишен, 1889
- Едуар Вюйар, Автопортрет, 1889
- Кер-Ксавие Русел, Едуар Вюйар, Ромен Колю, Феликс Валотон, 1899
- Пол Серюзие, Портрет на Пол Рансон в набистки костюм

## Галерия
- Пол Рансон, Набистки пейзаж, 1890
- Морис Дени, Април или Пътят на живота, 1892
- Феликс Валотон, Валсът, 1893
- Жорж Лакомб, Морско синьо, ефектът на вълните, 1893
- Феликс Валотон, Господарката и слугинята, 1896